# Will Wright
Will Ralph Wright, Jr., född 20 januari 1960 i Atlanta i Georgia, är en amerikansk speldesigner och en av grundarna till spelutvecklingsföretaget Maxis. Han är bland annat upphovsman till datorspelen SimCity och The Sims.

## Biografi
År 1987 grundande han det amerikanska spelutvecklingsföretaget Maxis. Wright har medverkat i designen av spel som Sim City, SimEarth, The Sims och Spore. År 1999 fick han ett erkännande för sina insatser i Entertainment Weekly som nämnde honom som en av underhållningsindustrins 100 viktigaste personer. År 2003 utsåg Game Informer Wright till en av årets mest framstående spelutvecklare.
Wrights spel, storskaliga sociala simulationer av allt från myrsamhällen (Sim Ant) till städer (Sim City) och civilisationer (Spore), bottnar i hans barndoms intresse i båt- och flygplansmodeller.

## Ludografi
- (1984) Raid on Bungeling Bay (speldesign och utvecklad av Will Wright, utgiven av bland annat Brøderbund)
- (1989) SimCity (speldesign av Will Wright, utvecklad av Maxis, utgiven av bland annat Brøderbund)
- (1990) SimEarth (speldesign av Will Wright, utvecklad och utgiven av Maxis)
- (1991) SimAnt (speldesign av bland annat Will Wright, utvecklad och utgiven av Maxis)
- (1992) SimLife (speldesign av bland annat Will Wright, utvecklad och utgiven av Maxis)
- (1993) SimCity 2000 (speldesign av bland annat Will Wright, utvecklad av Maxis, utgiven av bland annat Maxis)
- (1996) SimCopter (speldesign av Will Wright, utvecklad av Maxis och utgiven av Electronic Arts)
- (1999) SimCity 3000 (speldesign av Will Wright, utvecklad av Maxis och utgiven av Electronic Arts)
- (2000) The Sims (speldesign av Will Wright, utvecklad av Maxis och utgiven av Electronic Arts)
- (2008) Spore (speldesign av Will Wright, utvecklad av Maxis och utgiven ut av Electronic Arts)

Will Wright var inte med i produktionen av SimCity 4, SimCity Societies eller SimCity från 2013. Han designade mycket få delar av spelet The Sims 2, och är inte med alls i produktionen av The Sims 3.